# Palazzo Palmarice

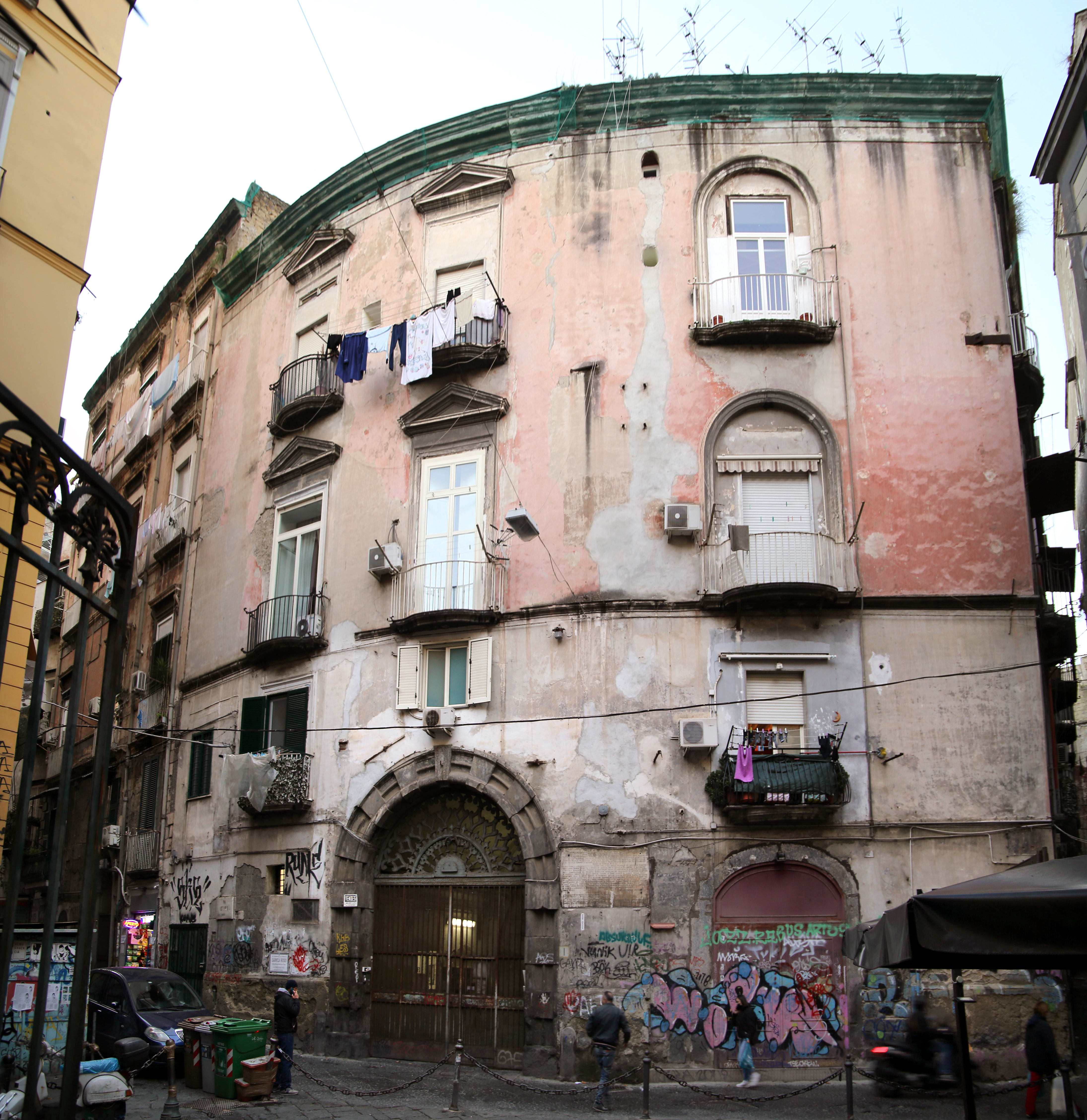
Palazzo Palmarice in Neapel: Fassade zur Piazzetta Teodoro Monticelli

Der Palazzo Palmarice ist ein Palast aus dem 18. Jahrhundert im Viertel San Giuseppe in Neapels in der italienischen Region Kampanien. Er liegt an der Piazzetta Teodoro Monticelli, 1.

## Geschichte und Beschreibung
Das ursprünglich mittelalterliche Gebäude ließ die Familie Vernazza, Herzöge von Palmarice, Anfang des 18. Jahrhunderts von Ferdinando Sanfelice vollständig umbauen. Teile der Arbeiten wurden von Antonio Saggese ausgeführt, darunter das Portal in Piperno; derselbe Saggese schuf auch das Portal am Palazzo Trabucco aus dem gleichen Material, projektiert von Nicola Tagliacozzi Canale.
Im Laufe der Zeit wurden am Palazzo Palmarice Veränderungen und Überarbeitungen vorgenommen, die die originale Struktur veränderten, z. B. die Schließung einiger Räume.
Der architektonische Komplex zeigt ein Zugangsportal in Piperno, umrahmt von alternierenden Steinquadern. Das Gitter über dem Portal stammt aus dem 18. Jahrhundert und zeigt ein Lilienmotiv; es wurde vom neapolitanischen Bauschreiner Giovanni Albanese geschaffen. An dem Gitter fehlen einige Teile, z. B. dort, wo die einzelnen Strahlen zusammenlaufen, eine Schale mit Intarsien, die heute durch ein einfaches, halbrundes Holzstück ersetzt ist.
Der Innenhof hat eine unregelmäßige Form und zeigt Portale im Stile Sanfelices mit gemischtlinigen Profilen mit Bossenwerk. Auf der Rückseite des Innenhofes befindet sich die doppelte Treppe mit achteckigem Grundriss, die ebenfalls Sanfelice projektierte.

## Bildergalerie

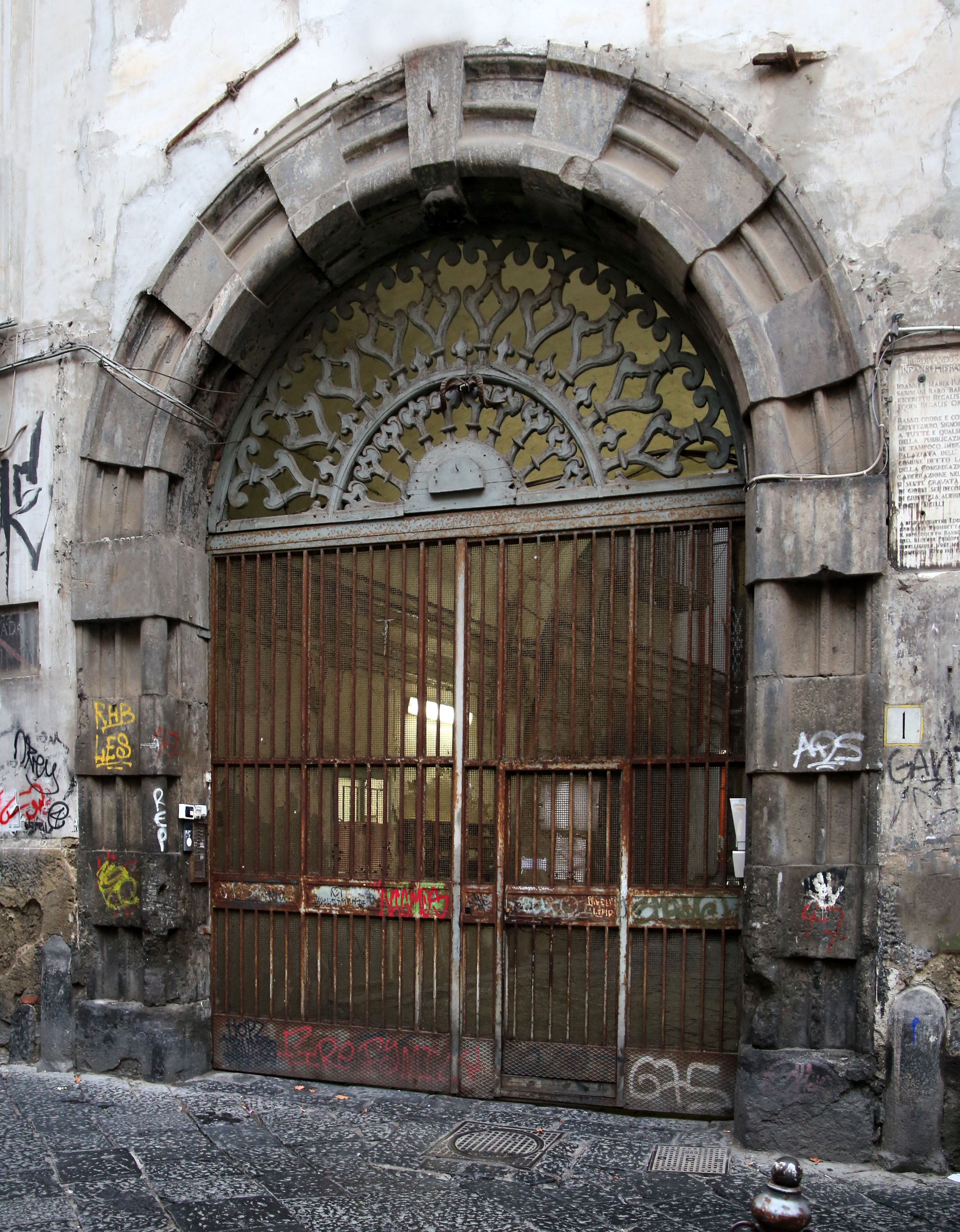
Portal
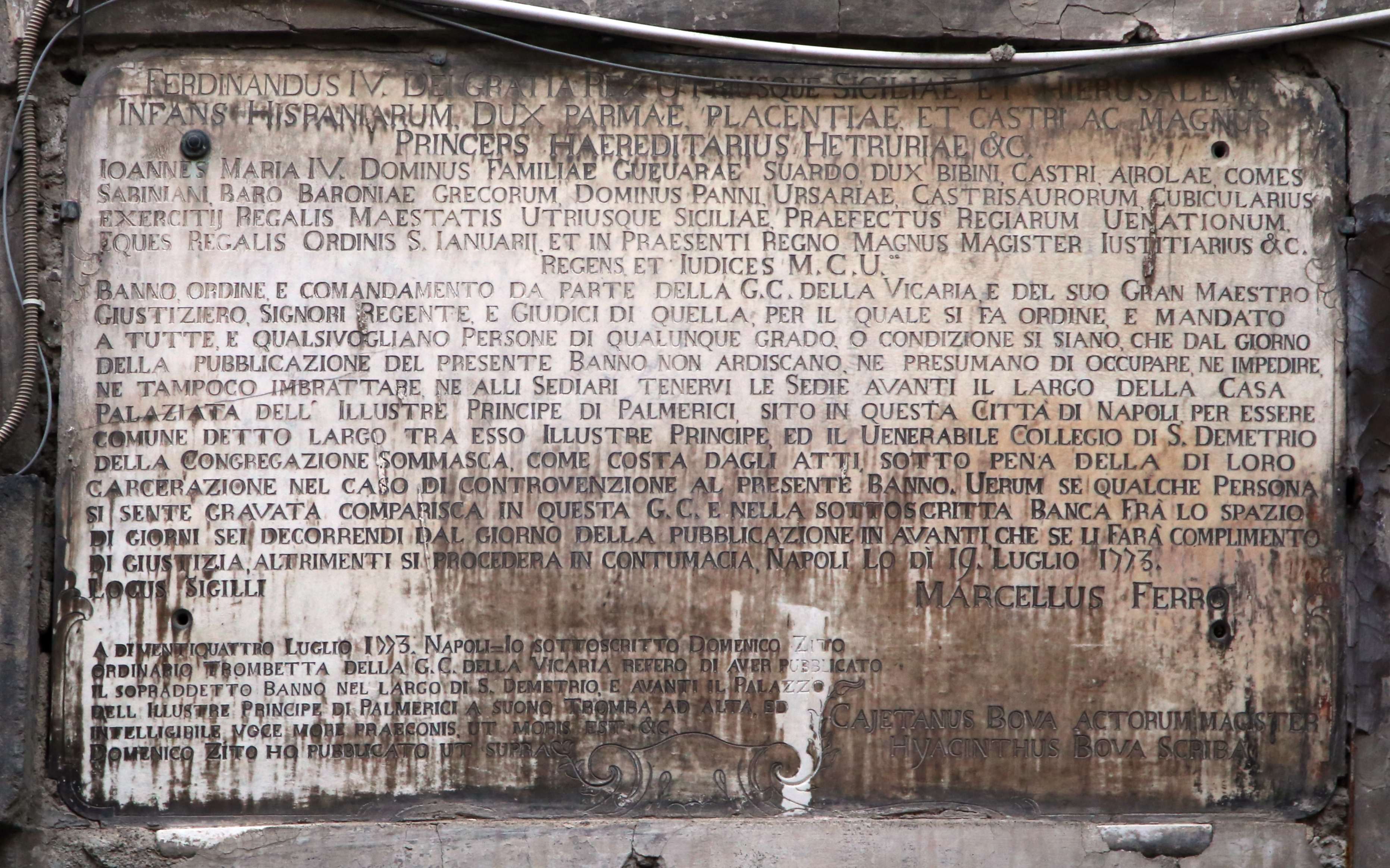
Steintafel von 1773
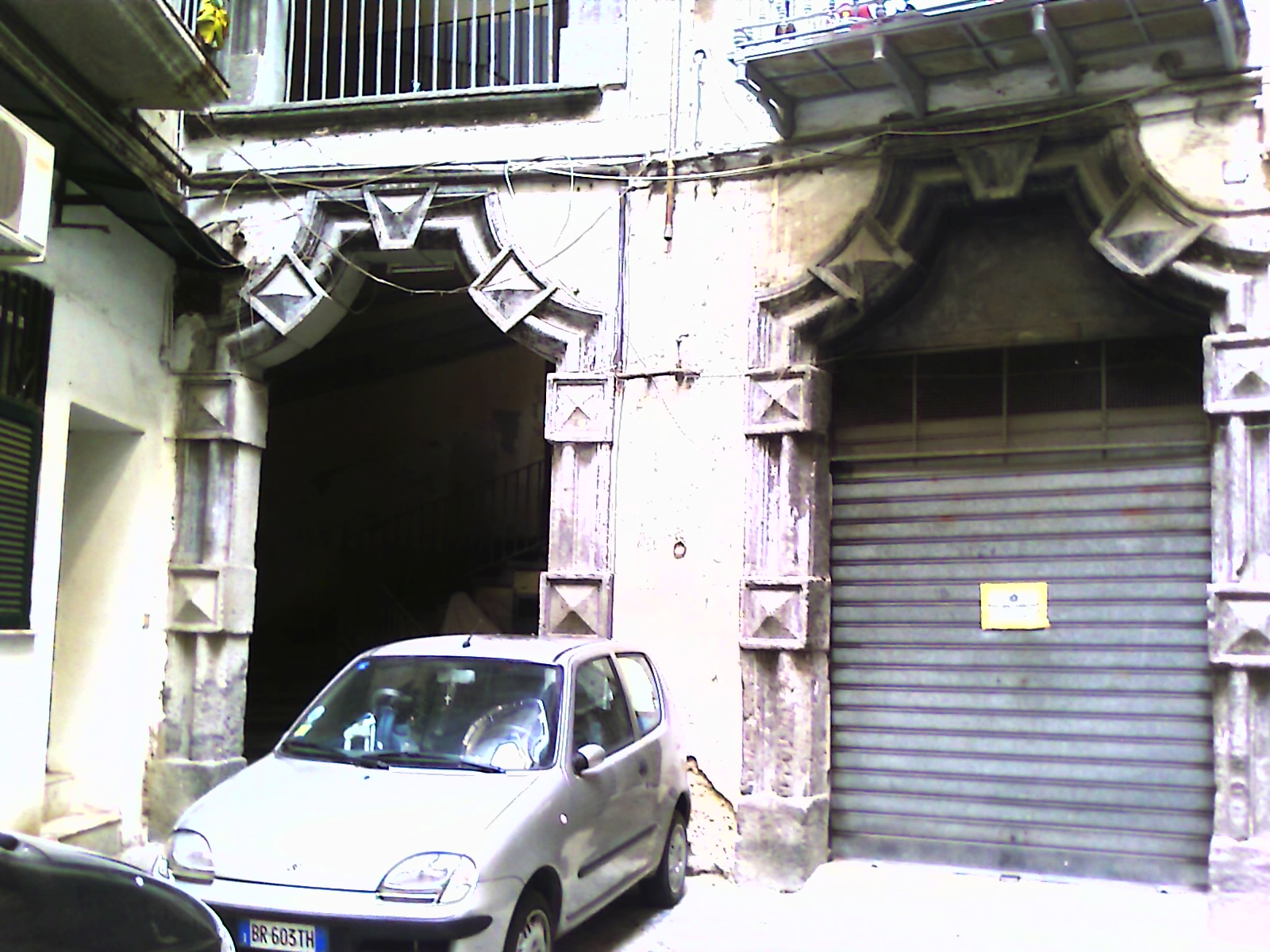
Gemischtlinige Zugangsbögen zur Treppe
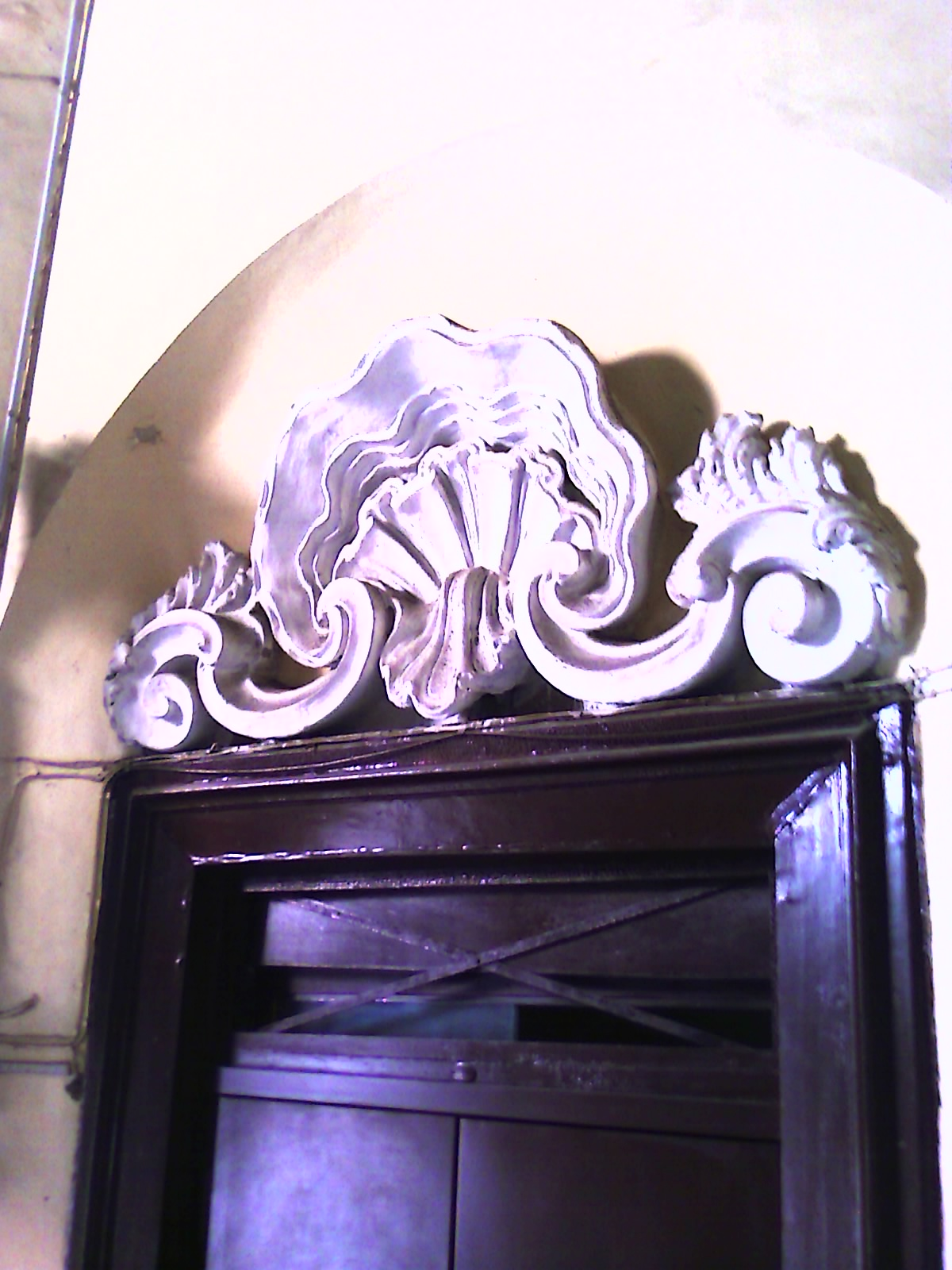
Supraporte in Stuck